# ソレント半島

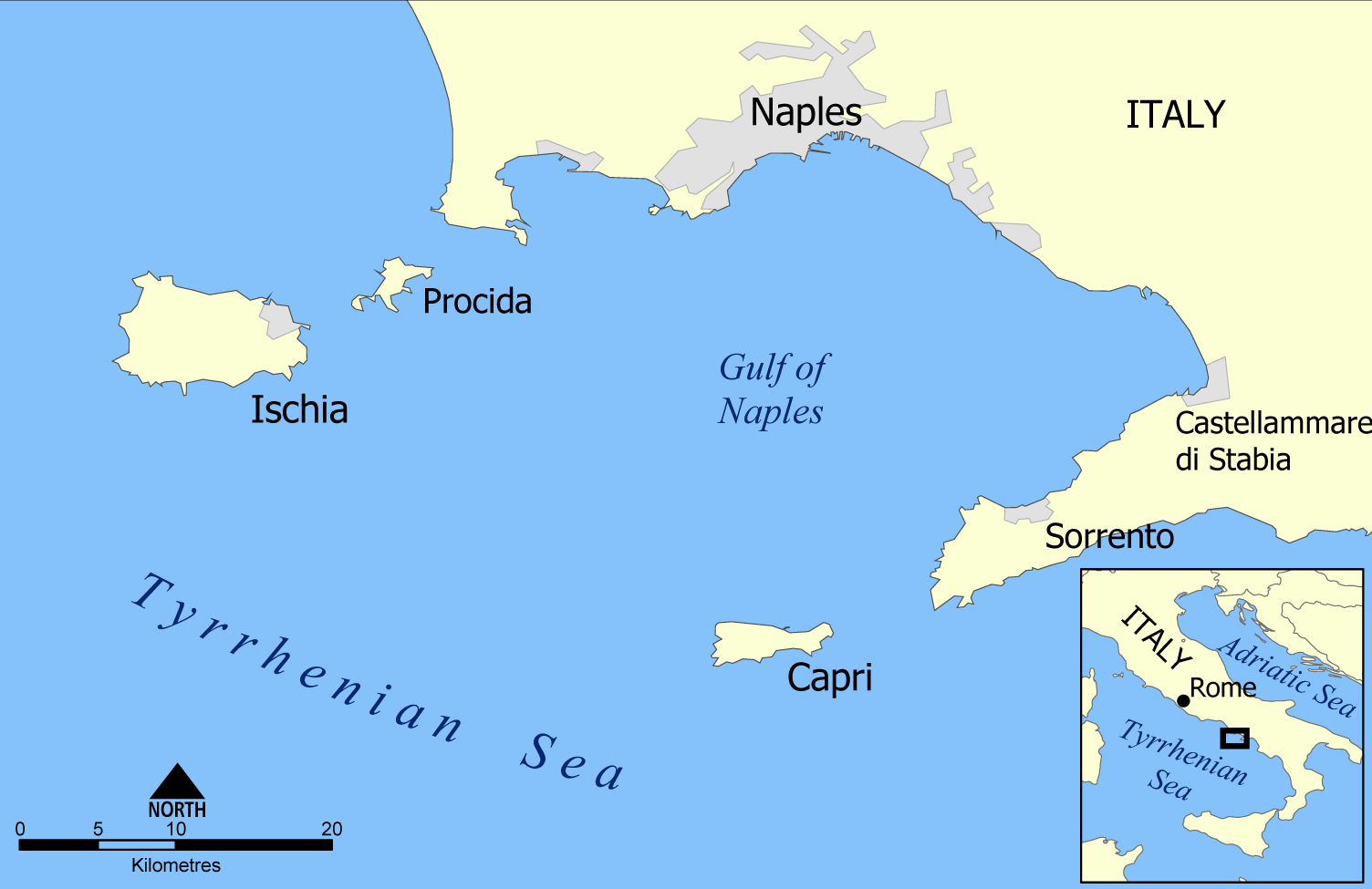
ナポリ湾周辺地図

ソレント半島（ソレントはんとう、イタリア語:Penisola sorrentina、ナポリ語:Penisula surrientina）は、イタリア南部・ナポリ南方に位置する半島。ティレニア海に突き出し、北にナポリ湾、南にサレルノ湾を分けている。ソレントの町やカプリ島、アマルフィ海岸など、半島とその周辺地域は観光地として知られる。

## 名称
半島の名は、その北岸の都市ソレント（ソッレント）から名づけられている。イタリア語での半島名称に基づきソレンティーナ半島（Penisola sorrentina）とも呼ばれる。英語では Sorrentine Peninsula とも表記される。

## 地理

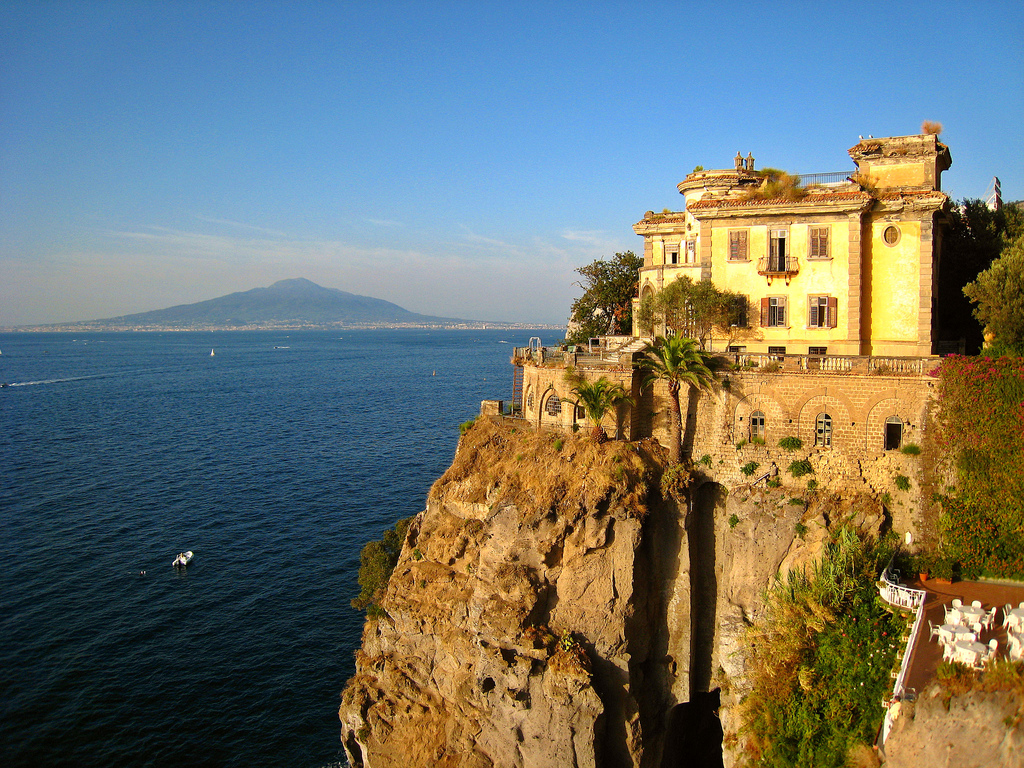
サンタニェッロ城とナポリ湾・ヴェスヴィオ山。

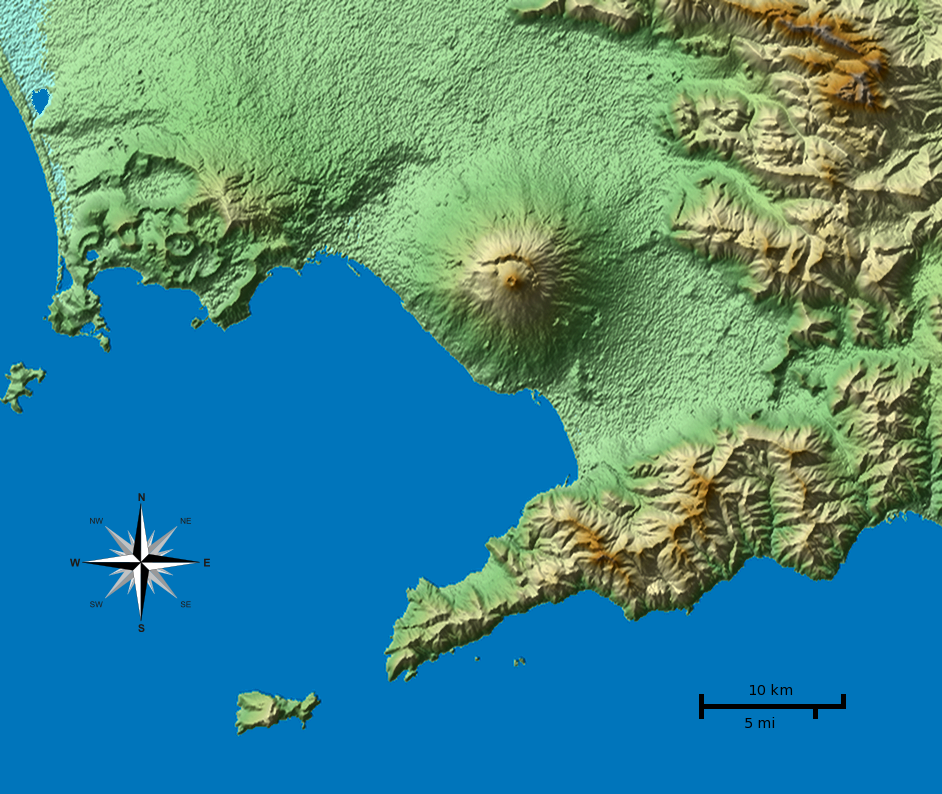
ナポリ湾・ヴェスヴィオ山周辺の地形

### 地勢
ソレント半島は、ティレニア海に対して東から西へ突き出した半島で、北にナポリ湾、南にサレルノ湾を隔てる。半島の脊梁をなすのはアペニン山脈に続くラッターリ山脈で、半島の突端はカンパネッラ岬（Punta Campanella）。カンパネッラ岬の沖にはカプリ島があり、地形的には繋がっている。
半島名のもとになっているソレント（ソッレント）は、半島の北側（ナポリ湾）側に位置する都市である。ナポリ湾側はソレント海岸 (it:Costiera sorrentina) とも呼ばれ、ソレントのほか、サンターガタ・スイ・ドゥエ・ゴルフィ (it:Sant'Agata sui Due Golfi) などの観光地がある。
半島の南側（サレルノ湾）側は切り立った断崖からなる海岸線となっており、とくに南東側（サレルノ県域）のアマルフィ周辺の海岸線はアマルフィ海岸として知られ、ユネスコの世界遺産に登録されている。
ラッターリ山脈全体はラッターリ山脈州立公園となっている。
半島の場所の全ては古代からの観光地の定番となっており、その自然の美しさは世界中に知られている。

### ソレント半島の基礎自治体（コムーネ）

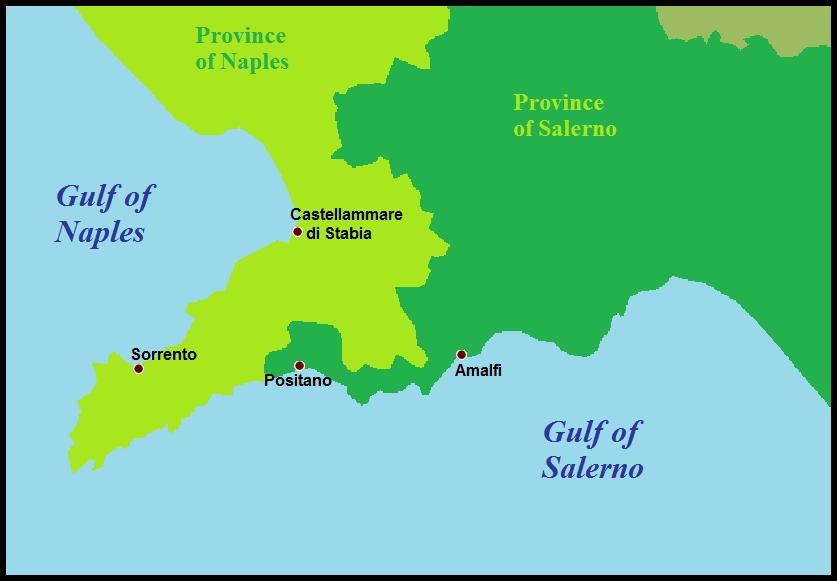
ソレント半島。黄緑がナポリ県、緑がサレルノ県

行政上はカンパニア州に属し、ナポリ県とサレルノ県にまたがる。※は内陸のコムーネ。
- ナポリ県
  - カステッランマーレ・ディ・スタービア
  - マッサ・ルブレンセ
  - メータ（メータ・ディ・ソッレント）
  - ピアーノ・ディ・ソッレント
  - サンタニェッロ
  - ソレント（ソッレント）
  - ヴィーコ・エクエンセ
  - アジェーロラ ※
  - ピモンテ ※
- サレルノ県
  - ポジターノ
  - プライアーノ
  - フローレ
  - コンカ・デイ・マリーニ
  - アマルフィ
  - アトラーニ
  - ラヴェッロ
  - ミノーリ
  - マイオーリ
  - チェターラ
  - ヴィエトリ・スル・マーレ
  - スカーラ ※
  - トラモンティ ※

## 交通
この地域のコムーネを結ぶ幹線道路としては、以下の国道（ストラーダ・スタターレ、SS）がある。
- SS145号ソッレンティーナ  (it:Strada statale 145 Sorrentina)
- SS163号アマルフィターナ  (it:Strada statale 163 Amalfitana)

SS145号線は、ナポリ湾側付け根のカステッランマーレ・ディ・スタービアから、メータ、ピアーノ・ディ・ソッレント、ソレントに至る。SS163号はメータからサレルノ湾側のポジターノに出、アマルフィを経てヴィエトリ・スル・マーレに至る。
チルクムヴェスヴィアーナ鉄道 (Ferrovia Circumvesuviana , SFSM - Strade Ferrate Secondarie Meridionali)